# Ian Boubila
Ian Boubila (Francia, 17 de enero de 2002) es un jugador profesional francés de rugby que se desempeña en la posición de hooker en Stade Toulousain, equipo perteneciente a la liga Top 14.

## Carrera
Boubila es un jugador de formación francesa (JIFF). En 2006 comenzó su carrera deportiva con el equipo Sporting Club Nègrepelisse, en el cual jugó siete temporadas (2006-2013), después pasó a Union Sportive Montauban (2013-2018), luego a Stade Toulousain, donde lleva jugando seis temporadas.